# Matelassé

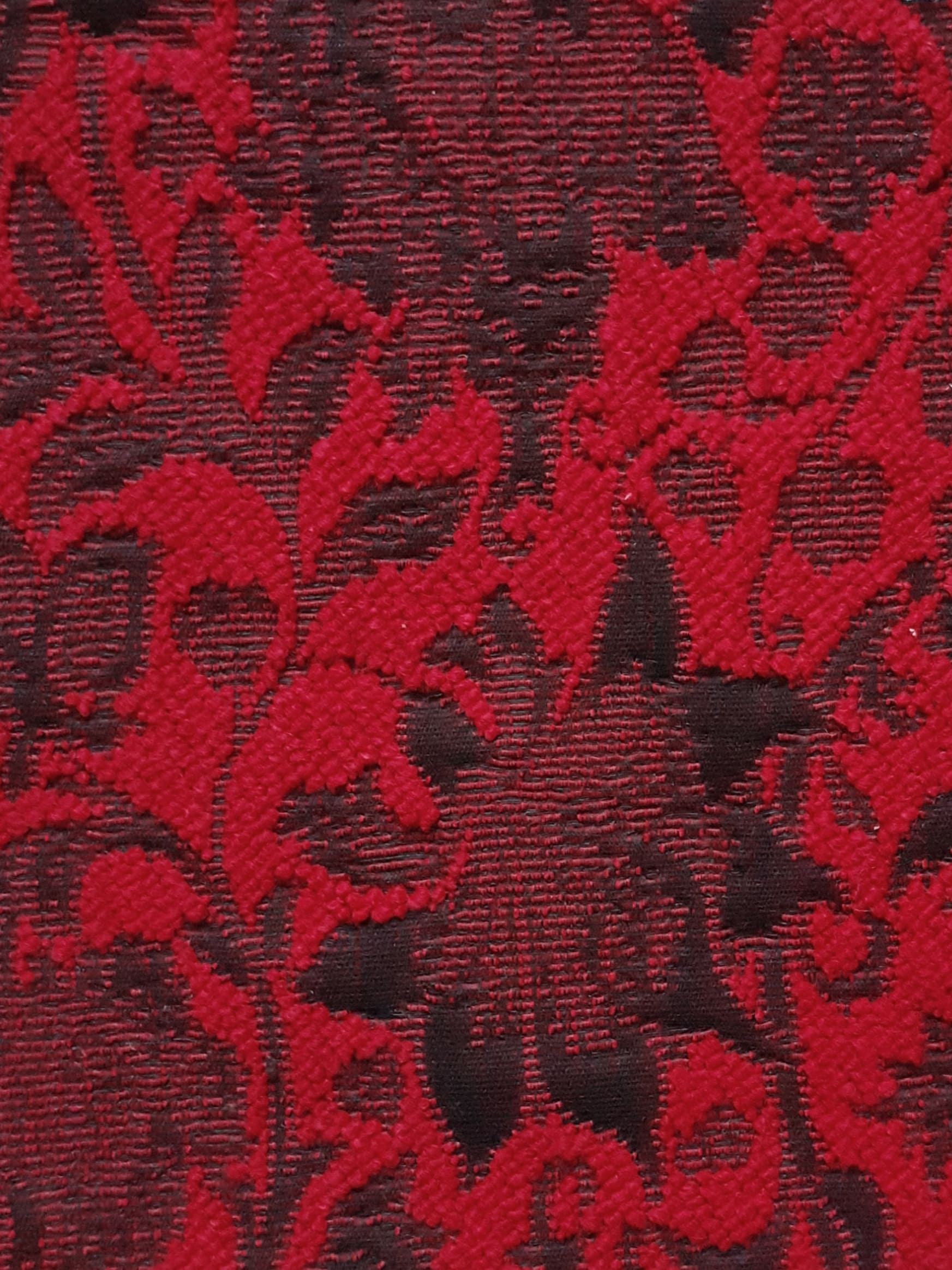
Matelassé

Il matelassé (noto anche, in italiano, come tessuto martellato o materassato, cioè trapunto con imbottitura) è un tessuto a due strati, uno con figure, l'altro disegni lineari. Si può trovare non solo in seta, ma anche in lana.

## Struttura
Il matelassé è un tessuto tubico, soffice e pesante, che possiede un intreccio operato ad effetto trapunta in cui più ordini e trame, unendosi, formano due strati di stoffa congiunta.
Un esempio di matelassé può presentare il fondo unito con armatura lineare, come saia, raso, tela, con il disegno trapuntato. Determinati fili d'ordito vengono lasciati più morbidi, altri invece più tesi, per creare contorno e volume, per dare un senso di imbottitura. Tale imbottitura emerge anche grazie alla presenza di trame supplementari che creano spessore interno. Il fondo operato può essere presentato con effetti di slegature di trame, damasco e brillantine. 
Viene realizzato con il telaio jacquard.
Viene utilizzato per la confezione di giacche, cappe da sera, soprabiti e corpetti; è adatto anche al rivestimento di mobili e coperte.